# Portrait de Baudoin de Lannoy
Le Portrait de Baudoin de Lannoy est un tableau du peintre primitif flamand Jan van Eyck. Huile sur panneau mesurant 26 × 20 cm, il est réalisé vers 1435. Le tableau est aujourd'hui exposé à la Gemäldegalerie de Berlin, en Allemagne.
Le tableau représente Baudouin de Lannoy, seigneur de Molembaix, (1388-1474), un homme d'État flamand. Issu de la Maison de Lannoy, ce dernier est l'ambassadeur de Philippe le Bon à la cour du roi Henry V d'Angleterre, avant d'être reçu chevalier de la Toison d'or, parmi les membres fondateurs de l'Ordre, à Bruges, en janvier 1430. 
C'est à l'occasion de son entrée dans l'ordre que Baudoin de Lannoy commande ce portrait à Van Eyck. Il pose en habits de cérémonie, avec le collier de l’Ordre de la Toison d'or autour du cou. Son habit, de couleur foncée, est brodé de motifs en or, semblables à des feuilles de chêne ou à des fougères, et doublé de fourrure rousse au cou et aux poignets. Il tient dans sa main droite une baguette en bois et porte - à l'auriculaire un anneau en or. Il porte sur sa tête un grand couvre-chef noir, semblable à celui porté par Giovanni Arnolfini dans le tableau Les Époux Arnolfini (1434), peint par Van Eyck, à la même époque. 
Son œil gauche présente une trace de strabisme, un défaut particulièrement courant chez les habitants d'Europe du Nord à l'époque. Le peintre a pris un certain nombre de libertés avec la réalité pour accentuer les traits caractéristiques de son modèle. Sa tête est hors de proportion par rapport à son corps. Ce stratagème permet à l'artiste de se concentrer sur les traits du visage.